# Ejido
Ejido [ehído] (špansko skupna zemlja) je v Mehiki zemlja, ki je bila odvzeta veleposestnikom in dodeljena v obdelavo skupnostim ali posameznikom.